# Alain du Noday
Dom Frei Alain du Noday, O.P., nascido Jean Hubert Antoine du Noday (Saint-Servant, França, 3 de novembro de 1899 — Porto Nacional, 14 de dezembro de 1985), foi um religioso católico dominicano francês e segundo bispo de Porto Nacional.

## Biografia
Jean Hubert Antoine du Noday era o terceiro filho do Conde Arthur Rolland du Noday e da Condessa Antoinette R. Du Noday.
Cursou Filosofia em Paris e depois entrou na vida militar, durante a Primeira Guerra Mundial, chegando a Tenente e recebendo várias condecorações e moções de elogio. Ao fim da guerra, foi transferido para a Legião Francesa na Argélia francesa, em 1918 e, no ano seguinte, foi-lhe confiada a missão de apaziguar uma insurreição violenta em Marrocos, cumprindo a tarefa e retornando à França como herói. Na volta, abandonou a carreira e decidir se tornar noviço da Ordem dos Pregadores, ingressando no convento de São Maximino, na região da Provença, em maio de 1922. Ao vestir o hábito, tomou o nome de Frei Alain Marie (Alano Maria) du Nuday. Fez os primeiros votos em 1923 e a profissão solene em 24 de junho de 1926. Concluiu os estudos em 1928 e sua ordenação presbiteral deu-se a 4 de agosto do mesmo ano.
Chegou ao Brasil em 23 de junho de 1933 e permaneceu por três anos no Rio de Janeiro, onde estudou a língua portuguesa, desenvolveu alguns trabalhos pastorais e fez muitas amizades que lhe foram úteis enquanto bispo.
O Papa Pio XI nomeou Frei Alain para a função de bispo diocesano de Porto Nacional no dia 21 de março de 1936. Sua ordenação episcopal deu-se a 1º de maio de 1936, pelas mãos de Dom Benedetto Aloisi Masella, Núncio Apostólico no Brasil, acompanhado de Dom Emanoel Gomes de Oliveira, SDB, e de Dom Antônio Colturato, OFMCap. Nesse momento, Dom Alano Maria tornou-se o bispo mais novo do Brasil, com 37 anos.
Sua Diocese compreendia toda a região que hoje forma o Tocantins, com poucas paróquias, uma multiplicidade de etnias, comunidades ribeirinhas, quilombolas e outras comunidades tradicionais. O bispo percorreu em desobrigas toda sua comunidade, além de atrair institutos religiosos para abrirem colégios e congregações religiosas para o trabalho de evangelização. Lutou pela implementação de uma linha do Correio Aéreo Nacional através da Força Aérea Brasileira. Conseguiu obter o desmembramento de sua Diocese nas prelazias de Tocantinópolis, de Cristalândia e de Miracema do Norte. Dom Alano é reconhecido por ajudar na criação do estado do Tocantins.
Renunciou ao múnus episcopal no dia 5 de maio de 1976, aos 76 anos, sendo que a Igreja a aceitou em 1978. Continuou a auxiliar a Diocese de Porto Nacional como pároco da Paróquia Nossa Senhora da Conceição em Campos Belos, a cidade mais distante da sede episcopal. Em 1984, Dom Alano retornou a Porto Nacional, já bem cansado e doente, passando seus últimos dias.
Faleceu em 1985. Atualmente está em processo de beatificação pela Igreja Católica.